# 楠蒂科克人
楠蒂科克人（Nanticoke people），操阿尔冈昆语的印第安部落联盟。住在今马里兰州及特拉华州南部的大西洋沿岸地区。其名称的含义是“弄湖人”，与特拉华人、科诺伊人关系较近。楠蒂科克人大都以渔、猎为生，社会组织可能有一名联盟首领，辅以来自各部落的副首领。1642～1678年间，他们与马里兰殖民者连年作战；1698年白人为他们划定了一些居留地。1722年后，大多数楠蒂科克人开始北迁，有些则在纽约地区西部与易洛魁人杂居一处。

## 历史
楠蒂科克人可能起源于加拿大的拉布拉多，并与肖尼人和莱纳佩人一道，经过五大湖地区和俄亥俄河谷向东迁移。
1608年，随着英国船长约翰·史密斯的到来，楠蒂科克人开始与欧洲人接触。他们与英国皆为同盟，并进行海狸皮贸易。他们当时的居住地位于今天的多切斯特、萨默塞特和威科米科县。

## 语言
- 楠蒂科克人曾使用楠蒂科克语，该语言属于阿尔冈昆语族。[2]但是在1856年最后一个会说楠蒂科克语的人莉迪亚·E·克拉克逝世后，该语言灭绝。[3][4]